# Preussische Geheimpolizei
Preußische Geheimpolizei (Preussiska hemliga polisen) var Preussens hemliga polis från 1851 till 1933. Den inrättades efter marsrevolutionen i Tyskland 1848–1849 och verkade med olika politiska direktiv under kungadömet Preussen, Tyska kejsardömet och Fristaten Preussen i Weimarrepubliken, innan dess uppgifter övertogs av Gestapo i Nazityskland.

## Tillkomst
Efter flera tidiga försök ledde den politiska reaktionen på 1848 års revolution till en nyorganisation av det politiska polisväsendet i Preussen. Den främste pådrivaren var Karl Ludwig Friedrich von Hinckeldey, som utnämndes till Berlins polispresident (polismästare) 18 november 1848. År 1854 utnämndes han till Generalpolizeidirektor, ett ämbete som motsvarade en polisministers roll och som gjorde honom relativt oberoende av det preussiska inrikesministeriet. 
Hinckeldey kom att spela en viktig roll även utanför Preussens gränser genom sin ledande roll i samarbetet mellan polismyndigheterna i Tyska förbundet inom den så kallade Polizeiverein, polisförbundet.
Organisatoriskt övertog den 1848 skapade centrala avdelningen i Berlins polispresidium hanteringen av politiska angelägenheter. År 1853 skapades Avdelning I inom Berlins polis, som både ansvarade för politiska polisuppgifter inrikes och kontraspionaget mot främmande makt. Otto von Bismarck grundade dessutom 1866 den centrala underrättelsebyrån och centralbyrån för pressangelägenheter, som bedrev hemlig polisverksamhet både in- och utrikes. 

## Verksamhet under kunga- och kejsardömet
I Preussen skapades under följande år en politisk (hemlig) polis för övervakning och informationssamlande kring oppositionella personer och organisationer. I det ingick även övervakning av pressen. Framförallt under de första decennierna kom den hemliga polisen att tänja gränserna för sitt handlingsutrymme ända till utlandet. Till exempel samlades bevis i Paris eller London med delvis illegala metoder i samband med Kölnrättegången mot medlemmar av Kommunisternas förbund.
Under den "nya erans" försiktiga liberalisering efter 1858 kom övervakningen av den borgerliga oppositionen att få mindre betydelse. Under den följande kulturkampen kom i större utsträckning katolska präster, lekmän och organisationer att hamna i den hemliga polisens blickfång. Under socialistlagens tid mellan 1878 och 1890, men även under följande decennier, kom den hemliga polisens verksamhet att främst inriktas på bekämpning av socialdemokratin.

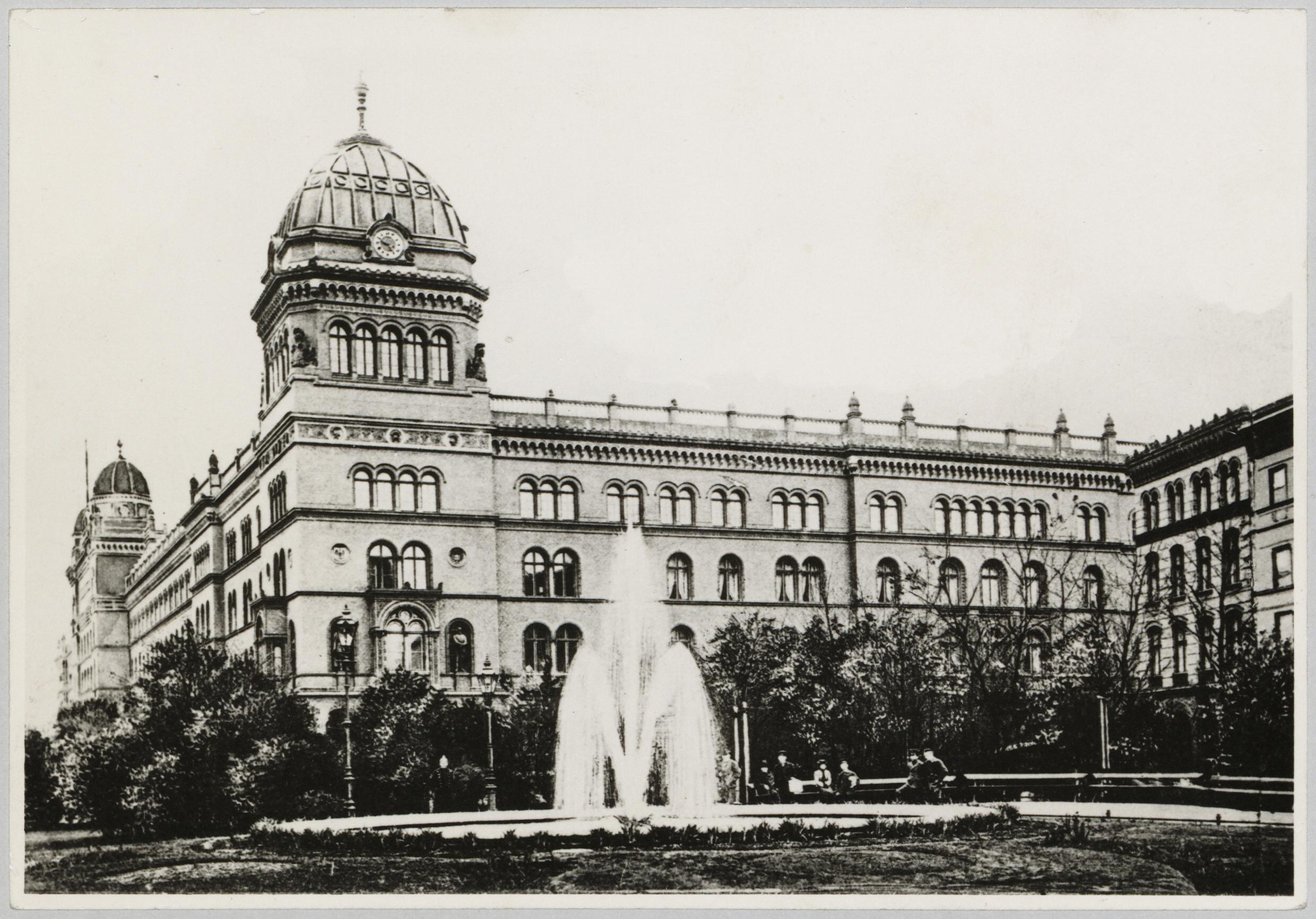
Polispresidiebyggnaden i Berlin, "Rote Burg", var från 1890 säte för den hemliga polisen.

Från 1890 kallades Berlinpolisens avdelning V "Preussiska hemliga politiska polisen". Från den 1 december 1898 fick den jurisdiktion över hela Tyska kejsardömet under namnet "Centralen för utvärderings- och informationsverksamhet", men endast begränsat till arbetet mot anarkistiska rörelser.

## Den politiska polisen under Weimarrepubliken
Under tyska novemberrevolutionen 1918 och Fristaten Preussens bildande upplöstes avdelning V inom Berlinpolisen på order av "Folkkommissarien för den offentliga säkerhetstjänsten", polischefen Emil Eichhorn, och ersattes av arbetar- och soldatråd. Eichhorn erkände behovet av en politisk polis, men hade samtidigt avsevärda betänkligheter mot att preussiska kungliga polistjänstemän skulle arbeta i denna funktion. Hans efterträdare blev i januari 1919 Eugen Ernst. Ernst var övertygad om nödvändigheten i att tvingas fortsätta kampen mot den fortsatta revolutionen även med polisiära medel. Även striderna kring Weimarförfattningen framtvingade en kontinuitet. Den politiska polisen återinrättades under namnet Centrale Staatspolizei och underordnades avdelning I. Många av de anställda var tidigare kejserliga polistjänstemän. Den 29 maj 1925 blev den avdelning I A inom polispresidiet och den 12 december omorganiserades den preussiska polisen enhetligt med indelning i en förvaltningspolis, en uniformerad skyddspolis och en kriminalpolis. De politiska uppgifterna inrymdes i avdelning I inom förvaltningspolisen. Inrikesministern var högst ansvarig, och inrikesministeriets avdelning II för polisärenden innehöll bland annat en "politisk grupp" med tre underordnade enheter. 
Under republikaniseringen av den preussiska delstatsförvaltningen, "bålverket Preussen" under Weimarrepubliken, förändrades också den politiska polisens uppgifter. Vid denna tid hade den politiska polisen strax över 1 000 anställda och var därmed det största säkerhetspolisorganet inom Weimarrepubliken. Av de anställda var åtminstone tre fjärdedelar i yttre tjänst. 
Den politiska polisen hade vid denna tid till uppgift att bekämpa antidemokratiska och antirepublikanska personer och organisationer. Till dessa hörde såväl den radikala vänstern som extremhögern. För detta ändamål använde polisen de vanliga metoderna med observation, upplösning av politiska möten och underrättelsemetoder som till exempel användandet av insiderinformatörer. Framförallt under republikens sista år blev bekämpandet av NSDAP en viktig uppgift för myndigheten. I slutänden var det dock inte möjligt att stävja den massrörelse som nazistpartiet vuxit till med polisiära medel.
Den politiska polisen hade vissa överlappande ansvarsområden med den 1925 grundade landskriminalpolisen i Preussen, och på riksnivå med det 1920 skapade Rikskommissariatet för övervakning av den offentliga ordningen, senare benämnt underrättelseinsamlingsavdelningen vid Inrikesriksministeriet.
Preussenschlag den 20 juli 1932 blev slutet för den republikanska polisen. Under den följande tiden infilterades polisen av nazistvänliga ämbetsmän, samtidigt som de republikvänliga delarna av ledningen förflyttades till ansvarsområden med litet inflytande över politiken.

## Omvandling till Gestapo
Den 30 januari 1933 utnämndes Adolf Hitler till rikskansler, och utnämnde i sin tur Hermann Göring till rikskommissarie för det preussiska inrikesministeriet. Göring utnämnde ledaren för den politiska polisen inom det preussiska inrikesministeriet, Rudolf Diels, till chef för avdelning I A. Den 3 mars 1933 upphävde en preussisk regeringsförordning de fram till dess gällande befogenhetsinskränkningarna för polisen. Därmed hade det första steget tagits till att frigöra Gestapo från lagen och rättsstatens principer. 
Den 11 april blev Göring även ministerpresident i Preussen. Genom hans dekret från 26 april 1933 bröts den preussiska hemliga polisen ut ur polisens organisation och omorganiserades istället som Geheime Staatspolizeiamt (Gestapa), som var direkt underställd Göring och hade samma ställning som en delstatspolismyndighet. Genom den andra Gestapolagen den 30 november 1933 blev Gestapo en helt självständig gren av den inre förvaltningen, direkt underställd ministerpresident Göring. Därmed blev den Geheime Staatspolizei (Gestapo). Under Diels tid som chef nyanställdes många högre tjänstemän av vilka majoriteten åter lämnade myndigheten med honom från december 1933, medan många av veteranerna blev kvar i tjänsten fram till andra världskriget.